# Scaphytopius amplinotus
Scaphytopius amplinotus är en insektsart som beskrevs av Hepner 1946. Scaphytopius amplinotus ingår i släktet Scaphytopius och familjen dvärgstritar. Inga underarter finns listade i Catalogue of Life.